# Lamativie
Lamativie (en occitano Lamativiá) era una comuna francesa situada en el departamento de Lot, de la región de Occitania, que el 1 de enero de 2016 pasó a ser una comuna delegada de la comuna nueva de Sousceyrac-en-Quercy al fusionarse con las comunas de Calviac, Comiac, Lacam-d'Ourcet y Sousceyrac.

## Demografía
| Gráfica de evolución demográfica de Lamativie entre 1851 y 2013 |
|                                                                 |

Los datos demográficos contemplados en este gráfico de la comuna de Lamativie se han cogido de 1851 a 1999 de la página francesa EHESS/Cassini, y los demás datos de la página del INSEE.